# FIFA 12
FIFA 12, känt som FIFA Soccer 12 i Nordamerika, är ett fotbollsspel från Electronic Arts (EA), och det 19:e spelet i Fifa-serien. FIFA 12 släpptes den 29 september 2011 i Europa medan det i USA och Australien släpptes den 27 september. Omslaget pryds av Wayne Rooney och Jack Wilshere. Demot för spelet blev tillgängligt den 13 september 2011.
I en intervju den 24 januari beskrev FIFA-utvecklarna EA Kanadas producent David Rutter för första gången detaljer om vilka förbättringar som finns i FIFA 12. 